# Parc naturel marin du Bassin d'Arcachon
Pour les articles homonymes, voir Bassin d'Arcachon.
Le parc naturel marin du Bassin d'Arcachon est un parc naturel marin français, l'un des deux de la région Nouvelle-Aquitaine avec le parc naturel marin de l'estuaire de la Gironde et de la mer des Pertuis situé plus au nord. Créé en 2014, il est le sixième parc de ce type dans ce pays.

## Histoire
Imaginé dès 2005 dans le plan d’action mer de la stratégie nationale pour la biodiversité, le parc naturel marin du Bassin d'Arcachon n'est formellement imaginé qu'en 2007. Une mission d'étude est lancée en 2010, aboutissant sur une enquête publique recueillant un avis favorable en 2012.

## Périmètre

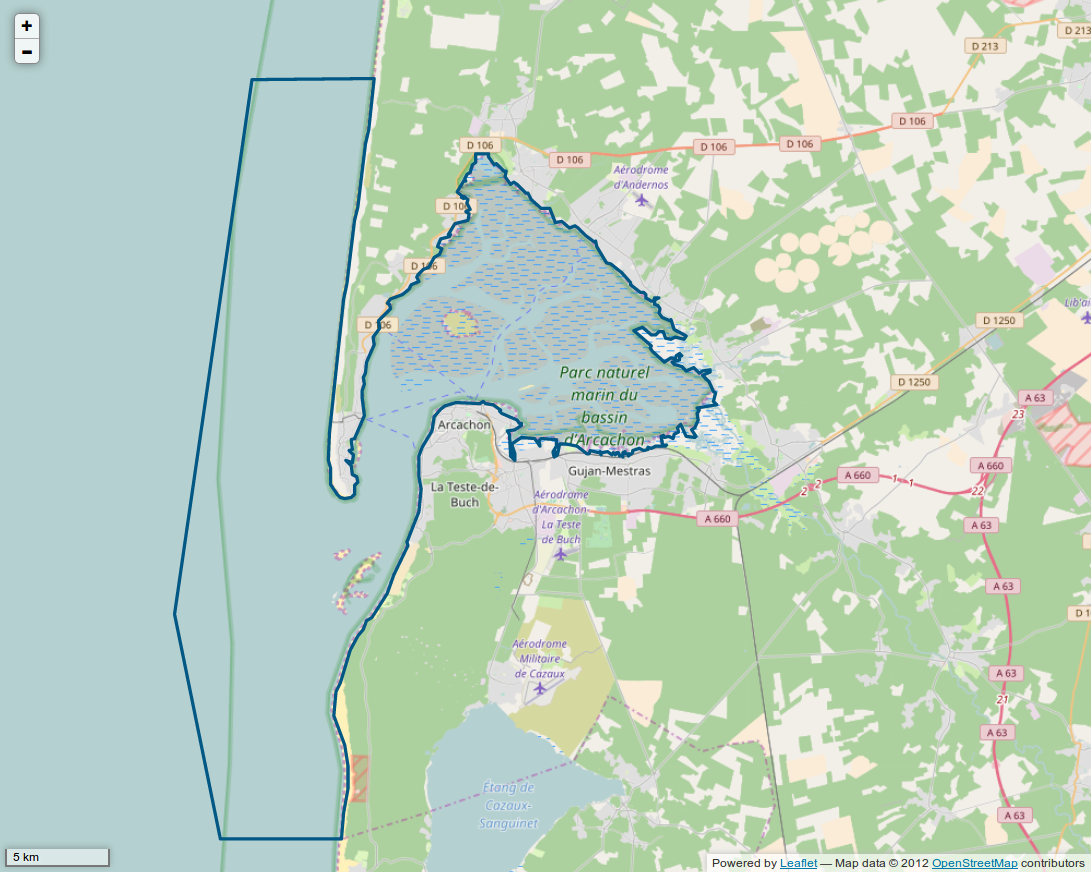
Périmètre du PNM.

Le périmètre du parc s'étend sur la totalité du bassin d'Arcachon, ainsi que sur une portion de littoral océanique large de trois milles nautiques, entre Le Porge au nord, et Biscarrosse au sud.

## Gestion
Le parc est géré par l'Agence française pour la biodiversité et possède un Conseil de gestion de 56 membres, du milieu de la protection de l'environnement, du sport et des pratiques de loisirs, des acteurs économiques et politiques.
Le Conseil de gestion du parc est présidé par le maire de Mios, Cédric Pain, élu le 9 juin 2022. 
Son plan de gestion a été validé pour quinze ans par le conseil de gestion le 19 mai 2017 et approuvé par le conseil d’administration de l’Agence française pour la biodiversité le 27 septembre 2017.